# Journalists for Human Rights
Journalists for Human Rights (JHR, Novináři za lidská práva) je kanadská nevládní organizace, která se zaměřuje na podporu a prosazování lidských práv prostřednictvím médií a školí novináře po celém světě, aby o otázkách lidských práv informovali eticky a objektivně. Společnost byla založena v roce 2002 a sídlí v Torontu v Ontariu. Prostřednictvím svých programů vyškolila tisíce novinářů a podpořila mediální domy v přípravě kvalitních zpravodajství o lidských právech.
Přes 20 let pracuje JHR s více než 19 000 novináři po celém světě a podporuje je v poskytování informací o otázkách lidských práv, demokratických reformách, opatřeních v oblasti klimatu a boji proti dezinformacím ve svých komunitách. Organizace přispěla ke zvýšení informovanosti a změnám politiky v oblasti lidských práv v několika regionech. Působí v mnoha zemích včetně Afriky, Blízkého východu a Severní Ameriky. Realizovala mimo jiné projekty v zemích jako Jižní Súdán, Demokratická republika Kongo a Jordánsko. Tyto projekty odrážejí závazek JHR využívat média jako nástroj pro sociální změny a obhajobu lidských práv.

## Vznik a zaměření
Organizace Journalists for Human Rights (JHR) je registrovaná kanadská charitativní organizace, která byla založena v roce 2002 Benjaminem Petersonem a Alexandrou Sicotte-Levesque a sídlí v Torontu v kanadské provincii Ontario. Finanční prostředky získává od mezinárodních a kanadských agentur a vlád, nadací a individuálních dárců.
Náplní její činnosti v Kanadě i na mezinárodní úrovni je kromě jiného posilování a zlepšování lidských práv, prosazování opatření v oblasti klimatu a prosazování rovnosti žen a mužů. Vizí JHR je, aby každý člověk na světě měl přístup ke svým lidským právům. Organizace věří, že když média upozorňují na otázky lidských práv, podněcují tím veřejnou diskusi a požadavky na změnu. Spolupracuje s více než 400 mediálními organizacemi v 29 zemích a vyškolila více než 17 500 novinářů. Jejich lidskoprávní zpravodajství se dostalo k více než 76 milionům lidí.

## Činnost
Journalists for Human Rights se podílí na několika významných projektech, jejichž cílem je posílit postavení novinářů a podporovat lidská práva.

### Jižní Súdán
V Jižním Súdánu JHR zahájila projekt podporovaný kanadskou vládou, jehož cílem je řešit dezinformace a podporovat budování míru. Projekt je založen na přesvědčení, že dobře informovaní občané jsou základem míru a stability. Zahrnuje semináře pro novináře o ověřování faktů a investigativním zpravodajství a kampaně pro veřejnost na zvyšování povědomí o dopadu dezinformací s cílem posílit schopnost národa identifikovat a odmítat falešné zprávy.
JHR ve spolupráci s UNESCO a misí OSN v Jižním Súdánu (UNMISS) vyškolila více než 150 novinářů a 20 mediálních manažerů. S cílem vybudovat mosty mezi vládou, občanskou společností a médii organizace poskytla školení v oblasti komunikace s médii a v otázkách lidských práv také 50 zástupcům vlády, aby lépe pochopili úlohu jednotlivých sektorů ve veřejném životě.

### Kongo
Od roku 2007 spolupracovala JHR v Demokratické republice Kongo s více než 1450 novináři a studenty žurnalistiky na tvorbě materiálů o porušování lidských práv, kriminalitě, korupci, demokracii a dobrém vládnutí. Z její iniciativy vznikla síť deseti autonomních tiskových klubů, které pokrývají celou zemi a podílejí se na zveřejňování informací týkajících se lidských práv.
Tým JHR sehrál v Kongu klíčovou roli v případu, kdy konžská justice zatkla pastora obviněného z napomáhání nucenému sňatku mladé dívky z jeho kongregace. JHR upozornila na tento incident nejen jako na prohřešek vůči jedné osobě, ale jako na hrubé nerespektování nezávislosti a práv žen.

### Jordánsko
JHR vyškolila více než 250 jordánských novinářů, absolventů žurnalistiky a studentů ohledně poskytování zpravodajství o lidských právech, přičemž většinu z nich tvořily ženy. Závazek JHR zlepšit dostupnost informací se projevuje vytvořením online platformy Maidan. Jedná se o platformu, která umožňuje veřejnosti zapojit se do procesu shromažďování údajů a podávání zpráv o porušování lidských práv s cílem pohnat vládní orgány k odpovědnosti a funguje jako zdroj informací pro média a organizace občanské společnosti. Prostřednictvím školení, zapojení veřejnosti a tvorby reportážních materiálů se JHR snaží zvýšit v Jordánsku svobodu projevu a vytvořit prostor pro otevřenější, informovanější a konstruktivnější dialog o otázkách lidských práv, které se země týkají.

### Keňa
JHR podpořila zapojení komunity a posílení jejího postavení s cílem ukončit v Keni praxi ženských obřízek.

### Jihoafrická republika
V roce 2017 JHR ve spolupráci s University of Witwatersrand a Ryerson University (dnešní Toronto Metropolitan University) založila Laboratoř žurnalistiky a médií (JAMLab). Do laboratoře nastoupilo šest týmů mladých jihoafrických novinářů a mediálních podnikatelů, aby po dobu šesti měsíců rozvíjeli své nápady. Týmy měly přístup k mentorům, zázemí a kontaktům, kteří je podporovali při práci na rozvoji nových nápadů v oblasti médií a určování způsobů, jak oslovit nové publikum.

### Sýrie
Od roku 2017 JHR vytvořila síť 175 syrských novinářů pracujících v Sýrii i mimo ni, aby zajistila, že média pracující na různých geografických územích mohou sdílet zdroje, spolupracovat na náročných projektech a umožnila médiím přístup na území, kde obvykle volně pracovat nemohou. Projekt pracující se syrskými novináři je financován Fondem OSN pro demokracii a kanadskou vládou prostřednictvím Global Affairs Canada.

### Kanada
Od roku 2014, kdy JHR zahájila projekt Indigenous Reporters Program, působí v komunitách původních obyvatel v severním Ontariu a poskytuje jim školení v oblasti žurnalistiky a mediální gramotnosti. Organizace vyškolila více než 850 členů komunit v 17 různých domorodých lokalitách v Kanadě. Vzniklo tak více než 650 reportáží a nových bulletinů, které oslovily více než 2,2 milionu lidí. JHR také připravila 29 stipendií a 40 stáží pro začínající reportéry z řad původních obyvatel, kteří tak mohou pokračovat v pomaturitním studiu a nastartovat svou kariéru v žurnalistice.
JHR spolupracuje s Kanadskou novinářskou asociací na udělování výroční ceny za zpravodajství o lidských právech a ceny pro začínající novináře z řad původních obyvatel. Každoročně také uděluje cenu zpravodajské organizaci nebo týmu za nejlepší zpravodajství o lidských právech v Kanadě.